# AKM
AKM (prescurtarea denumirii Автомат Калашникова Модернизированный, cu sensul de Automat Kalașnikov modernizat) este o armă de asalt calibrul 7,62 mm creată în anii 1950 de către Mihail Kalașnikov ca o îmbunătățire a AK-47. Cu toate că AK-74 este o variantă mai modernă și oficial a înlocuit AKM, acest tip de „Kalașnikov” este în continuare folosit peste tot în lume și este cel mai răspândit. În istoria secolului XX a fost folosit în foarte multe locuri, din Vietnam și Afganistan, până la războaiele iugoslave.

## Utilizatori
- Afganistan[1]
- Albania[2]
- Algeria[2]
- Angola[2]
- Armenia[2]
- Azerbaidjan[2]
- Bangladesh[2]
- Belarus[2]
- Benin[2]
- Bosnia și Herțegovina[2]
- Botswana[2]
- Bulgaria[2]
- Burkina Faso
- Burundi
- Cambodia[2]
- Camerun
- Capul Verde[2]
- Republica Centrafricană[2]
- Ciad [2]
- Comore[2]
- Cuba[2]
- Republica Democrată Congo[2]
- Djibouti[1]
- Republica Democrată Germană: Variantă MPi-KM.[3]
- Egipt: Variantă Misr.[4][5][6][7][8]
- Guineea Ecuatorială[2]
- Eritreea[2]
- Estonia[2]
- Etiopia[1]
- Gabon[2]
- Georgia[2]
- Guineea[2]
- Guineea-Bissau[2]
- Guyana[2]
- Ungaria: Variantă AK-63.[2]
- India[2]
- Iran[2]
- Irak[2]
- Israel[2]
- Kazahstan[2]
- Kârgâzstan[1]
- Laos[2]
- Letonia[2]
- Liban
- Lesotho[2]
- Liberia[2]
- Libia[2]
- Lituania[2]
- Macedonia de Nord[2]
- Madagascar[2]
- Mali[2]
- Republica Moldova[2]
- Mongolia[2]
- Maroc[2]
- Mozambic[2]
- Coreea de Nord: Variantă Type 68.[2]
- Pakistan: Variantă Type 56.[2]
- Peru[2]
- Polonia[3]
- Qatar[2]
- Republica Congo[2]
- România: Variantă PM md. 63.[2]
- Uniunea Sovietică /  Rusia[2]
- Rwanda
- São Tomé și Príncipe[2]
- Arabia Saudită
- Serbia[2]
- Seychelles[2]
- Sierra Leone[2]
- Slovenia [2]
- Somalia[2]
- Sudan[2]
- Surinam[2]
- Siria[2]
- Tadjikistan[2]
- Tanzania[2]
- Togo[2]
- Turcia[2]
- Turkmenistan[2]
- Ucraina[2]
- Emiratele Arabe Unite[2]
- Uzbekistan[2]
- Vietnam[2]
- Yemen[2]
- Iugoslavia: Variantă Zastava M70.[9]
- Zambia[2]
- Zimbabwe[2]